# Vasco Modena Park - Il film
Vasco Modena Park - Il film  è un film concerto del 2017 diretto da Pepsy Romanoff che ripercorre il concerto di Modena Park 2017 che si è tenuto al parco Enzo Ferrari di Modena, distribuito da QMI Stardust in collaborazione con Universal Music.
Il 1º luglio 2017, a Modena, Vasco Rossi è protagonista di un concerto storico che, con i suoi 225.000 spettatori, si trasforma in festa epocale per festeggiare i 40 anni di carriera del rocker di Zocca. Le immagini del concerto sono arricchite da materiali inediti e dalle riflessioni dello stesso cantante.
Il documentario è uscito nei cinema italiani all'inizio di dicembre 2017. Per motivi di lunghezza (il documentario dura 157 minuti, mentre il concerto di Modena fu di 3 ore e mezza) diverse canzoni sono state tagliate.

## Il DVD contiene
1. Colpa d'Alfredo
2. Alibi
3. Blasco Rossi
4. Bollicine
5. Ogni volta
6. Anima fragile (con Gaetano Curreri al pianoforte; contro con Jenny, Silvia, La nostra relazione)
7. Splendida giornata
8. Ieri ho sgozzato mio figlio
9. Medley Rock: Delusa, T'immagini, Mi piaci perché, Gioca con me, Stasera!, Sono ancora in coma, Rock'n'roll Show
10. Vivere una favola
11. Non mi va
12. Cosa vuoi da me
13. Siamo soli
14. Come nelle favole
15. Vivere
16. Sono innocente ma...
17. Rewind
18. Liberi liberi
19. Medley Acustico: Ed il tempo crea eroi, Una canzone per te, L'una per te, Ridere di te, Va bene, va bene così
20. Senza parole
21. ...stupendo
22. Gli spari sopra
23. Sballi ravvicinati del terzo tipo
24. C'è chi dice no
25. Un mondo migliore
26. I soliti
27. Sally
28. Un senso
29. Siamo solo noi + presentazione della band a cura di Diego Spagnoli
30. Vita spericolata
31. Canzone
32. Albachiara (con Andrea Braido, Gaetano Curreri e Maurizio Solieri) e spettacolo pirotecnico

## Accoglienza
Nelle cinque giornate di programmazione al cinema, il film concerto di Vasco Rossi è stato visto da 49.409 spettatori per un incasso nei botteghini di 687.435 euro.